# Rhamnoszi Antiphón

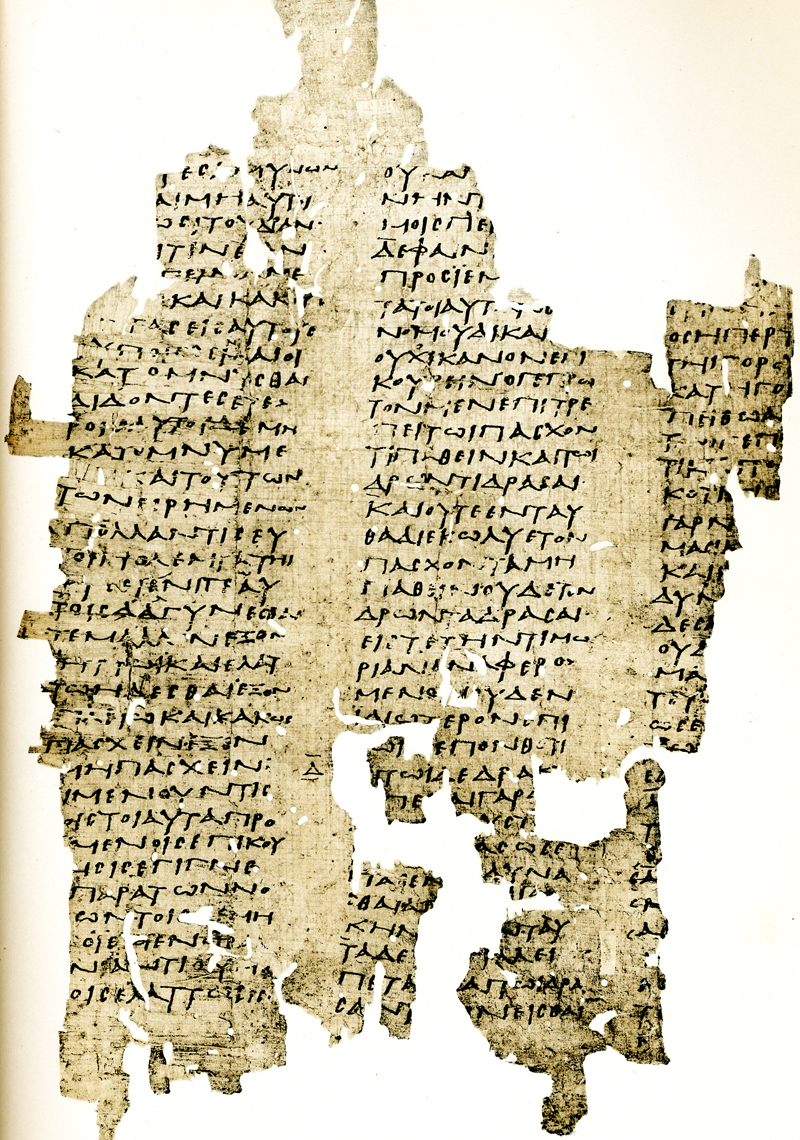
3. századi papirusztöredék Antiphón egyik beszédével

Rhamnoszi Antiphón (ógörögül: Ἀντιφῶν, latinul: Antiphon), (Athén, i. e. 480 körül – Rhamnosz, i. e. 411) a tíz attikai szónok egyike, egyben ókori görög államférfi.
Attika Rhamnosz nevű településén született Szophilosz szofista filozófus fiaként. Ifjúsága nem ismert, csak írásaiból derül ki, hogy Leontinoi Gorgiasz és Tisziasz voltak rá hatással. I. e. 420 körül Athén működött híres retorikatanárként, egyben beszédeket is írt ekkoriban. Egyik híres és sokat vitatott jellemzésében Thuküdidész nagy dicsérettel említi Anthiphónt; kiváló jellemű férfiúnak, nagyeszűnek és ékesszólónak mondja, ugyanakkor politikai ambíció nélkülinek, minthogy még a népgyűlésbe sem járt el. (Thuk. VIII. 68.)
Anthiphón visszavonulásának oka nem arisztokratikus gondolkodása volt – ugyanis kezdetben az oligarchia mozgalmaiban sem vett részt – inkább kerülte a feltűnést életében. Amikor a szicíliai kudarc után alkotmányváltozásra volt kilátás, ő készített tervet a népuralom megbuktatására, és a négyszáz zsarnok uralma idején a merev arisztokratikus párthoz csatlakozott; egyben a spártai békekövetségnek is tagja volt. A négyszázak bukása után i. e. 411-ben Theramenész vádjára – és Anthiphón mesteri védekezésének dacára – elítélték és kivégezték. 
Szónokként csak ebben az egy esetben lépett fel személyesen.
Az ókorban 60 beszédet tulajdonítottak neki, amelyekből csak 15 maradt fenn: ezek valamennyien képzeletbeli gyilkossági perek számára készült gyakorlatok. A 15 beszéd közül 12 három darab tetralógiát alkot: négy-négy beszéd (két-két vádbeszéd és két-két védőbeszéd) mindig egy ügyre vonatkozik. Csak három beszéde készült valóságos perek számára: leghíresebb és legkidolgozottabb köztük a Herodész meggyilkolásáról szóló beszéd. Stílusa több tekintetben rokon Thuküdidészével, akit ezért – tévesen – Anthiphón tanítványának is tartottak; annyi valószínű, hogy Anthiphón közelebbi viszonyban állhatott a dicséretekben igen takarékos történetíróval. Retorikája elveszett, fennmaradt beszédei mindössze két kéziratra alapulnak: a Crippsianus A.-n és az Oxoniensis N.-en.; a többi kézirat mind az elsőből származik.